# Milowka
Milowka (russisch Миловка) ist ein Dorf mit 32 Einwohnern und ein Stadtteil von Pljos (russisch Плёс) in der Oblast Iwanowo in Russland. In dem ansonsten unbedeutenden Dorf befindet sich ein Wohnsitz des ehemaligen russischen Präsidenten Dmitri Medwedew.

## Geographie

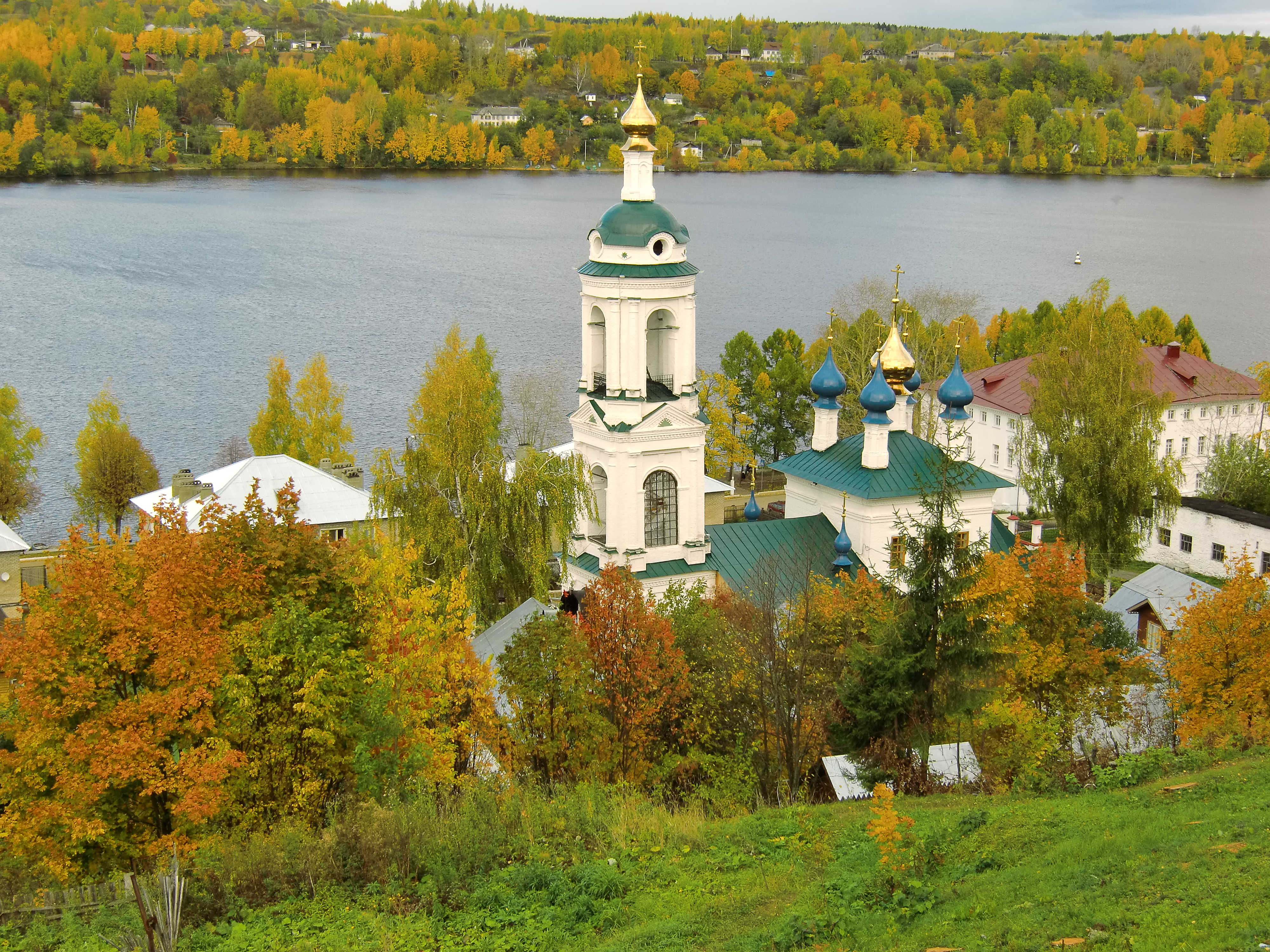
Blick über die Stadt Pljos zur Wolga

Der Ort Milowka liegt einige hundert Meter nordwestlich der Kleinstadt Pljos und rund 60 Kilometer nordöstlich des Verwaltungszentrums Iwanowo. Er befindet sich auf dem rechten hohen Ufer des Flusses Wolga in rund 135 Meter über NN. Die Mitte der Wolga bildet bei Milowka die Grenzlinie der Oblast Iwanowo zur benachbarten Oblast Kostroma. Der Fluss ist hier rund 730 Meter breit und kann aufgrund seiner Tiefe auch von hochseetauglichen Schiffen befahren werden. Die Ufer der Wolga sind in diesem Gebiet oft schroff und mit Schluchten versehen. Das Gut Milowka liegt zum Teil auf einem Hügel, der Hübscher Berg (russ. Милая Гора) genannt wird. In der Umgebung wächst vorwiegend Mischwald. Die Gegend zwischen Jaroslawl und Pljos wird als Wolga-Riviera (Волжская Ривьера) bezeichnet.

## Verkehr
Das Dorf Milowka ist über zwei kleine Nebenstraßen mit der Stadt Pljos verbunden, die im Zuge der Bauarbeiten am Gut Milowka zum Teil vierspurig ausgebaut worden sind. Die Stadt Pljos ist über die Fernstraße R-600 mit den Oberzentren Iwanowo und Kostroma verbunden, welche jeweils rund 50 Kilometer von Pljos entfernt liegen. Zum gegenüberliegenden Dorf Grawiny Karjer (Гравийный Карьер) gibt es mehrmals täglich eine Autofährverbindung über die Wolga. Auf dem Gut Milowka existieren drei private Hubschrauberlandeplätze.

## Geschichte
Offiziell wurde Milowka erstmals 1775 urkundlich erwähnt, wobei das Herrenhaus der Familie Chmelnizy (Усадьба „Хмельницы“) besonders hervorgehoben wurde. Einige Jahre zuvor, 1751, wurde der Grenadier Wassili Iwanowitsch Tschernew aus Milowka von Kaiserin Elisabeth I. in den Adelsstand gehoben. Bei dieser Gelegenheit erfuhr jedoch der Heimatort des Grenadiers keine offizielle Erwähnung.
1898 befand sich das große Anwesen des Grenadiers Tschernew in einem ruinösen Zustand. Es wurde von dem Industriellen Grigori Klementewitsch Gorbunow gekauft, der als Philanthrop bekannt war und der in Milowka auf eigene Kosten ein Krankenhaus und ein Waisenhaus errichtete. Im Russischen Bürgerkrieg konfiszierte die Stadt Pljos 1918 das gesamte Gut und wandelte es in eine staatliche Landwirtschaftsschule um.
Nach dem Ende der Sowjetunion 1991 lag das Gut wieder brach. Seit dem Jahr 2003 bemüht sich die Gesellschaft zur Wiederbelebung russischer Herrenhäuser (Общество возрождения русской усадьбы) um die Einrichtung eines Museums auf dem Anwesen.

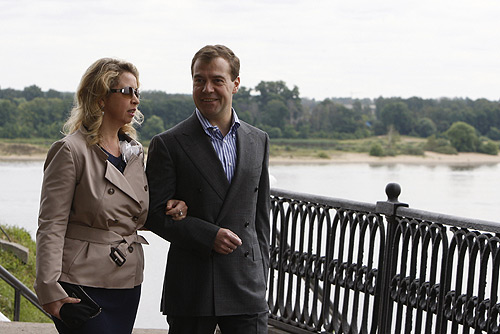
Die Medwedews an der Wolga am Vorabend der Entscheidung für den Kauf des Gutes Milowka, 2008

Die Museumspläne wurden von der Stadtverwaltung in Pljos zunächst unterstützt, da es sich bei dem Gut Milowka um ein komplexes historisches Denkmal der Architektur und Gartenkunst des 18. bis 20. Jahrhunderts handelt. Nach einem Besuch des Ehepaars Medwedew im Jahr 2008 fiel jedoch die Entscheidung, dass auf dem Gelände, das etwa dreimal so groß ist wie das ganze Dorf Milowka selbst, eine Residenz für den russischen Ministerpräsidenten und seine Familie gebaut werden sollte. Im örtlichen Yachtclub erinnert eine Gedenktafel an diesen ersten Besuch. In der Folgezeit wechselte das Gut für 66 Millionen Rubel (damals 1,55 Millionen Euro) den Besitzer.

## Gut Milowka
Eigentümer von Gut Milowka wurde beim Kauf zunächst jedoch nicht Präsident Medwedew selbst, sondern die russische Fondsgesellschaft Dar (russ. Дар, dt. Geschenk), die von Medwedews ehemaligem Studienfreund Ilja Jelisejew geleitet wird. Jelisejew sitzt zugleich im Vorstand der Gazprom-Bank, die das Geld für Kauf und Sanierung vermittelte.
Im Austausch gegen ein anderes Grundstück für den Dar-Direktor Jelisejew wurde das Gut Milowka später auf die Stiftung zum Erhalt von historischem und kulturellem Erbe (russ. Фонд по сохранению историко-культурного наследия) übertragen. Geleitet wird diese Stiftung von Dmitri Medwedews Ehefrau Swetlana. Dadurch befindet sich das Grundstück nun quasi im Privatbesitz der Medwedews. Finanziert wurden Kauf und Sanierung über die Gazprombank mit Geldern der größten russischen Erdgasfirma Novatek.
Ein Regierungssprecher des Kreml sagte 2011 auf Anfrage, die russische Regierung sei in keiner Weise an dem Gut in Milowka beteiligt. Zu der Anfrage an die Regierung war es gekommen, als Russlands traditionsreichste Tuberkuloseklinik in unmittelbarer Nachbarschaft der Medwedews „aus Sicherheitsgründen“ geschlossen werden musste.
Die oben genannte Behauptung des Regierungssprechers (Nicht-Beteiligung der Regierung) ist durch verschiedene Fakten widerlegt. So wird das Gut Milowka durch den russischen Regierungs-Sicherheitsdienst FSO gesichert, der ausschließlich Regierungsobjekte bewacht. Die Elektrofirma Dizelek stattete das Gut im April 2011 mit einer Unterbrechungsfreien Stromversorgung aus und erklärte danach auf ihrer Internetseite, in Milowka für den russischen Ministerpräsidenten tätig geworden zu sein. Die Familie Medwedew wird regelmäßig von den Einheimischen im Ort gesehen.
Der Gouverneur der Oblast Iwanowo, Michail Menn, gab 2010 bekannt, dass der Dar-Fond ein Jahr zuvor das Gut Milowka gekauft habe und es nun vom Sicherheitsdienst FSO saniert werde. Die Kosten für die Sanierung bezifferte Menn damals mit umgerechnet 330.000 Euro. Diese Kosten haben sich in nur sechs Jahren offenbar nicht weniger als vertausendfacht. Die russ. Stiftung zur Bekämpfung von Korruption (FBK) bezifferte 2016 die Umbaukosten mit 25–30 Milliarden Rubel (300–400 Millionen Euro). In der Folge dieser Enthüllung bestritt Medwedew öffentlich, der Besitzer von Gut Milowka zu sein.
Nach drei Jahren Planungszeit begannen im Jahr 2011 die Bauarbeiten am Gut. Für den Gästehaus-Neubau wurde an dieser Stelle ein großes, prächtiges Holzhaus abgerissen. Darin war zuletzt das Tourismuszentrum mit Sportschule, Ladengeschäft und Restaurant untergebracht. Das beliebte Wintersportgebiet Hübscher Berg wurde kurzerhand mitverkauft und gehört mit seinen Ski- und Rodelpisten, den beiden Skiliften und einer versenkbaren Beschneiungsanlage nun ebenfalls zum Grundstück des Gutes. Der Tourismus, ehemals wichtige Einnahmequelle des Dorfes, liegt seitdem in Milowka völlig brach.

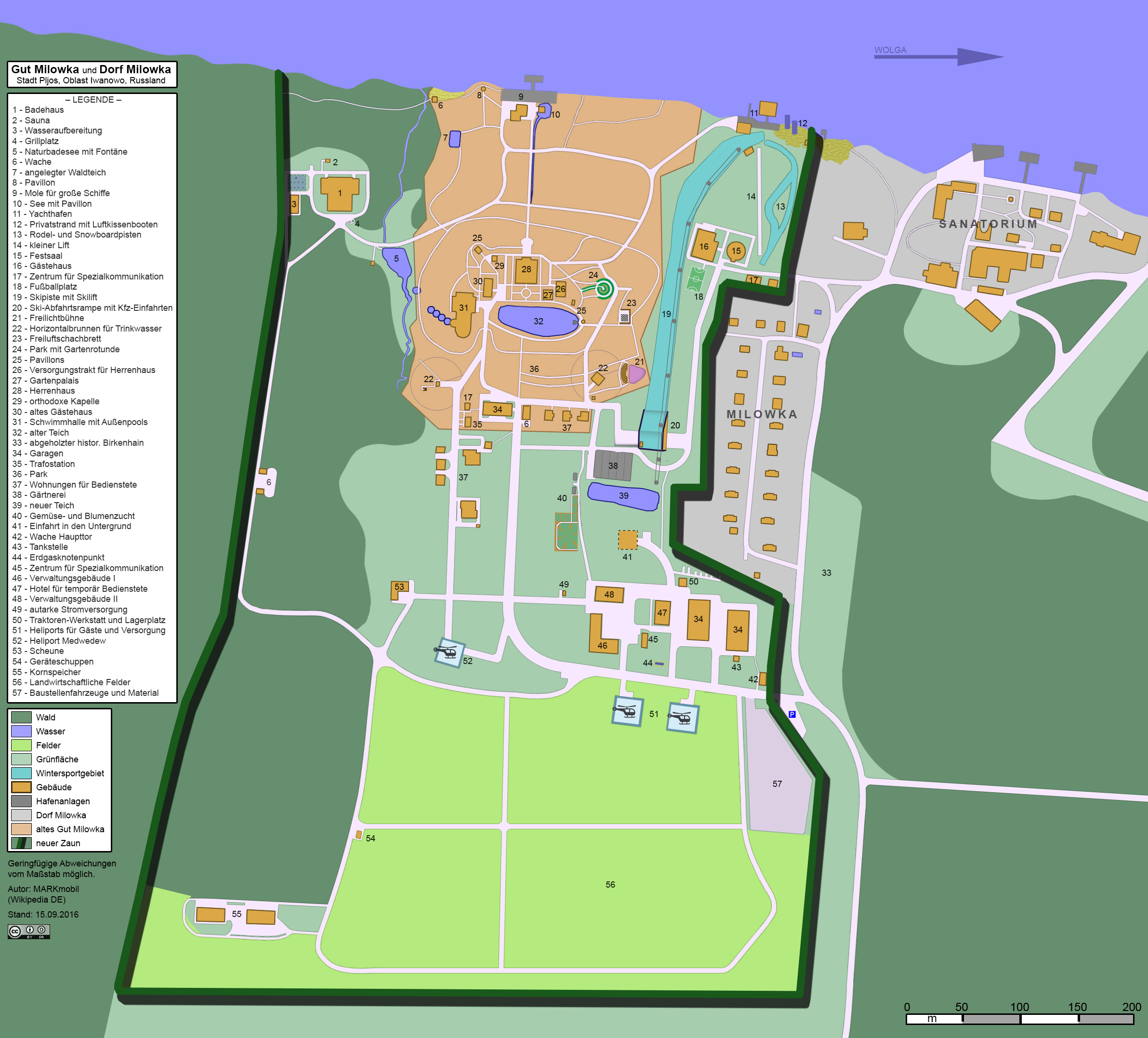
Lageplan Gut Milowka

Auf dem Anwesen der Medwedews gibt es verschiedene Extravaganzen:
- eine Schwimmhalle mit vier durch Wasserfälle verbundenen Außenpools
- zwei Großgaragen mit insgesamt 2500 m² Fläche, mit Autowerkstatt und Tankstelle
- eine Unterbrechungsfreie Stromversorgung mit 100 kVA
- zwei zusätzliche Seen bzw. Teiche
- drei Hubschrauberlandeplätze
- zwei große Luftkissenboote
- einen Fußballplatz
- einen Yachthafen
- ein Hotel für temporär Bedienstete
- einen landwirtschaftlichen Fuhrpark mit mindestens fünf Traktoren
- einen vier bis sechs Meter hohen „Gartenzaun“ (drei Kilometer lang)
- eine Freilichtbühne, im Winter als Eislaufbahn nutzbar
- ein sehr großes hölzernes Badehaus, größer als das Herrenhaus
- eine Gärtnerei mit drei Gewächshäusern
- eine russisch-orthodox geweihte Kapelle
- drei Zentren für Spezialkommunikation
- prunkvolle Innenausstattung der Wohngebäude, sowohl modern als auch im Stil der Zarenzeit[17]

Damit verfügt die dreiköpfige Familie Medwedew allein auf ihrem Grundstück über mehr Infrastruktur als die gesamte restliche Kleinstadt Pljos mit ihren 2000 Einwohnern, zu der das Anwesen letztlich gehört.

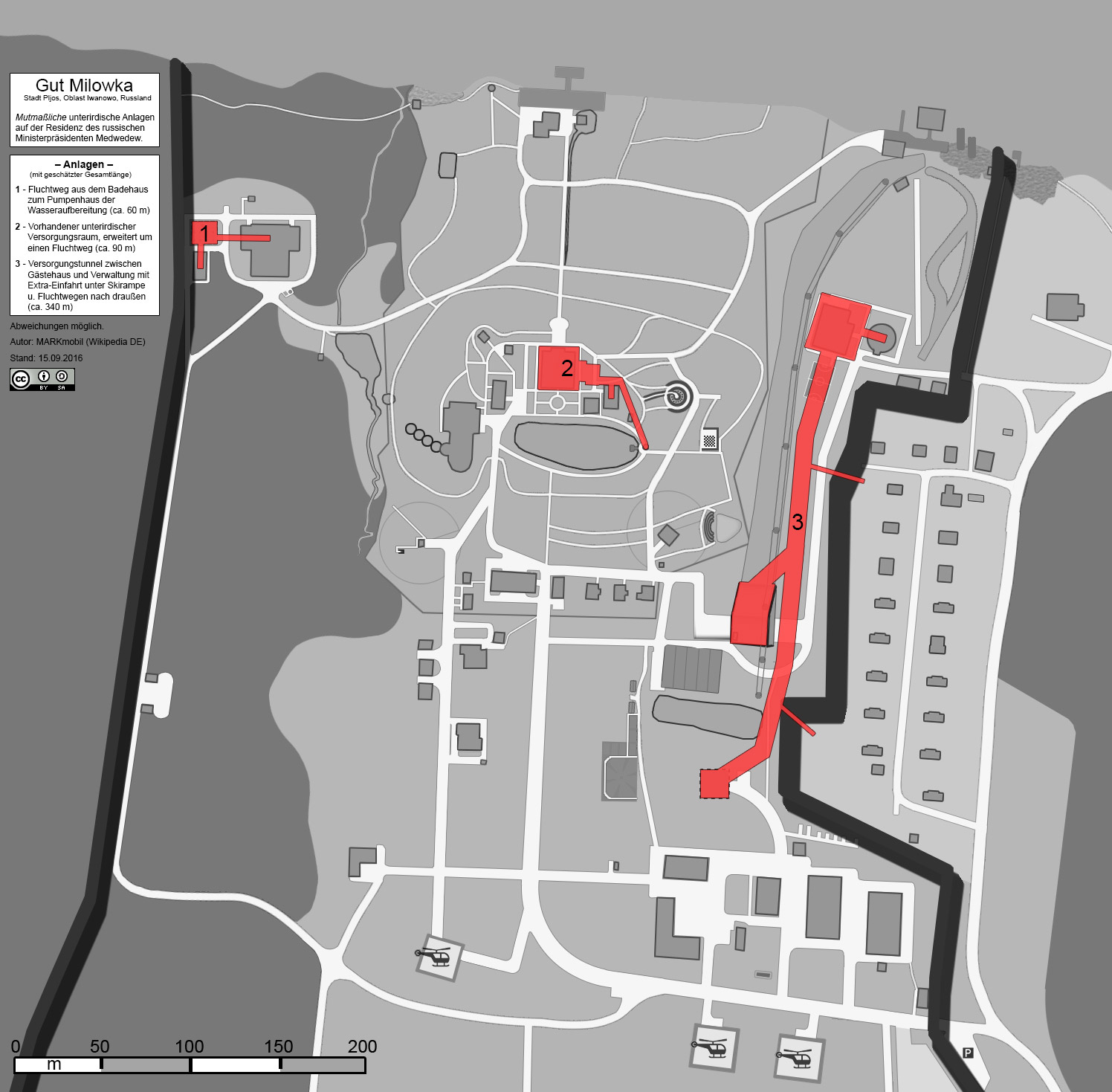
Mutmaßliche unterirdische Anlagen auf Gut Milowka

Es wird vermutet, dass auf dem Gut Milowka auch unterirdische Bunker und/oder Tunnel gebaut worden sind. Aus öffentlich zugänglichen Quellen lässt sich diese Vermutung nicht belegen. Über derartige Bauten wird aus Sicherheitsgründen nichts publiziert. Jedoch deuten Satellitenfotos und ein hochauflösender Videofilm mit geometrisch geformten Verfärbungen auf den Rasenflächen und einzeln stehenden Entlüftungsschächten darauf hin. Es gibt weitere Indizien für das Vorhandensein von unterirdischen Bauten auf Gut Milowka: Südlich des Sees bei Medwedews Gärtnerei befindet sich eine von oben gut erkennbare Einfahrt in den Untergrund. Wenn man von dort einer geraden Linie zum neu gebauten Gästehaus folgt, dann wird zuerst die Abfahrtsrampe der Skipiste gestreift. Diese verfügt seitlich in ihrem massiven Sockel über Einfahrten, die deutlich unterhalb des Bodenniveaus liegen. Der Linie zum Haus weiter folgend, sind als Nächstes in regelmäßigen Abständen Kanaldeckel zu sehen, und die längliche Form des Tunnels zeichnet sich sowohl optisch von der restlichen Grasoberfläche als auch durch eine längliche Erdaufschüttung entlang der Skipiste ab. Die auf dem Erdwall angepflanzte Baumgruppe besteht aus Flachwurzlern wie Fichten und Tannen. Kurz vor dem Gästehaus fällt dieser Erdwall plötzlich ab. Dort führt der Tunnel mutmaßlich ins Kellergeschoss des Hauses. Eine 13-stufige Treppe vom Fußballplatz auf dem Erdwall hinunter zum Wohnhaus lässt den Schluss zu, dass der Wall rund 2,50 m hoch ist. Insgesamt hätte dieser Tunnel eine Länge von 340 Metern, seine Breite wird anhand der Rasenverfärbung auf zehn Meter geschätzt.
Auf ein reges Leben im Untergrund lassen auch die mehr als dreißig Gullydeckel schließen, die sich allein in unmittelbarer Nähe des Gästehauses befinden.
Alle neu gebauten Verwaltungs-, Wohn- und Versorgungsgebäude auf Gut Milowka mit Ausnahme des Gästehauses sind nicht barrierefrei.
Zur tatsächlichen Grundstücksgröße vom Gut Milowka gibt es widersprüchliche Angaben. Die 2014 von der österreichischen Zeitung Der Standard behauptete Größe von 5 × 5 Kilometern ist definitiv falsch; solche Ausmaße lässt die Umgebung in Milowka nicht zu. Der eingezäunte Bereich des nahezu rechteckigen Grundstücks hat eine Größe von 600 × 1000 Metern, also 60 Hektar. Im Anti-Korruptionsbericht des FBK werden jedoch 80 Hektar angeführt. Das und auch die Geodaten einiger von Dmitri Medwedew selbst im Internet veröffentlichter Pilzsammel-Fotos legen den Schluss nahe, dass ein Teil des westlich vom Gut Milowka gelegenen Waldes ebenfalls zum Anwesen gehört und somit die fehlenden 20 Hektar darstellt. Die heutige Fläche des Gutes Milowka ist in jedem Fall um ein Mehrfaches größer als noch zu Zeiten der Adligen von Tschernew und Gorbunow, und dreimal so groß wie der Kreml in Moskau.
Seit der Ansiedlung der Medwedews sind die Grundstückspreise in der Region um Milowka regelrecht explodiert. So wurde zum Beispiel im August 2015 ein 3000 Quadratmeter großes unbebautes Gartengrundstück, das direkt an den Zaun der Medwedews grenzt, für 7,35 Mio. Rubel (100.000 Euro) angeboten. Üblich sind in Russland für derartige Grundstücke ungefähr 5.000 Euro (grober Richtwert).

## Rezeption
Bei Betrachtung der Berichterstattung über Gut Milowka fällt auf, dass immer wieder Texte und Fotos veröffentlicht werden, die zwar auch in Suchmaschinen gelistet werden, jedoch kurze Zeit später wieder aus dem Internet verschwunden sind.

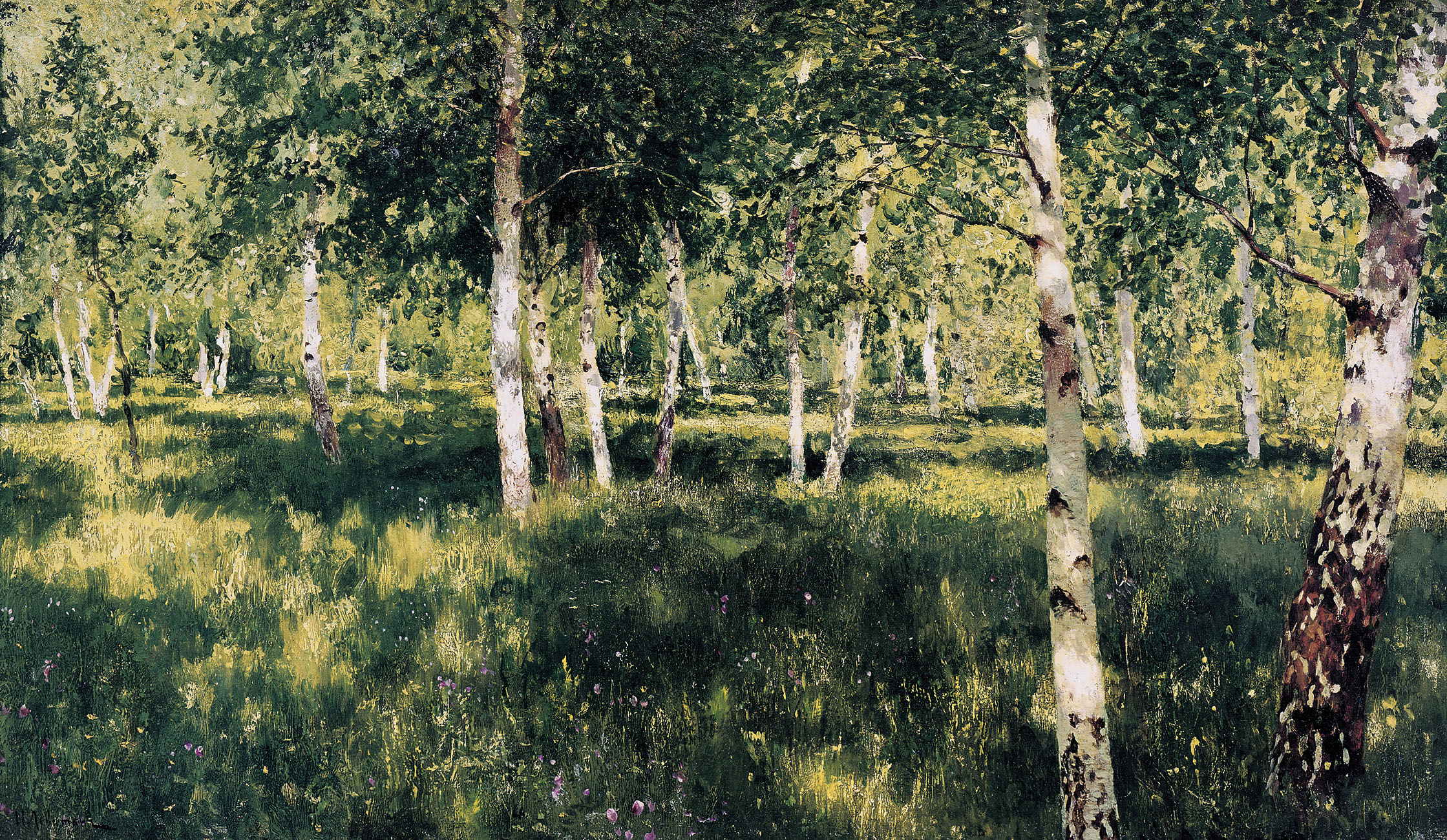
„Birkenhain“ von Isaak Iljitsch Lewitan

Im Rahmen der Veröffentlichung von heimlich erstellten Luftaufnahmen vom Gut Milowka sagte der Gründer der Anti-Korruptionsstiftung, Alexei Nawalny, dass „diese Bilder niemand in Russland im Fernsehen zeigen wird“ und forderte die Nutzer dazu auf, den Film durch Teilen weiter im Internet zu verbreiten.
Im Sommer 2018 hat der Medienwissenschaftler Mark Hegewald einen Filmbericht am Gut Milowka gedreht. Darin gibt er an, selbst Erstautor dieses Wikipedia-Artikels über Milowka zu sein, und korrigiert verschiedene Falschbehauptungen aus dem Quellenmaterial. Anhand von Bildern wird belegt, dass zum Beispiel der berühmte gemalte „Birkenhain“ von Isaak Iljitsch Lewitan nicht für Medwedew abgeholzt worden ist und dass es den Nachbarn auch nicht verboten ist, mit Schiffen oder Booten auf der Wolga zu fahren.

## Sehenswürdigkeiten
- Lewitan-Hügel
- Zedernwald
- Park am Tuberkulose-Sanatorium
- Medwedews gewaltiger „Gartenzaun“